# Dotillopsis
Dotillopsis is een geslacht van kreeftachtigen uit de klasse van de Malacostraca (hogere kreeftachtigen).

## Soorten
- Dotillopsis brevitarsis (de Man, 1888)
- Dotillopsis profuga (Nobili, 1903)